# Кам'янське городище

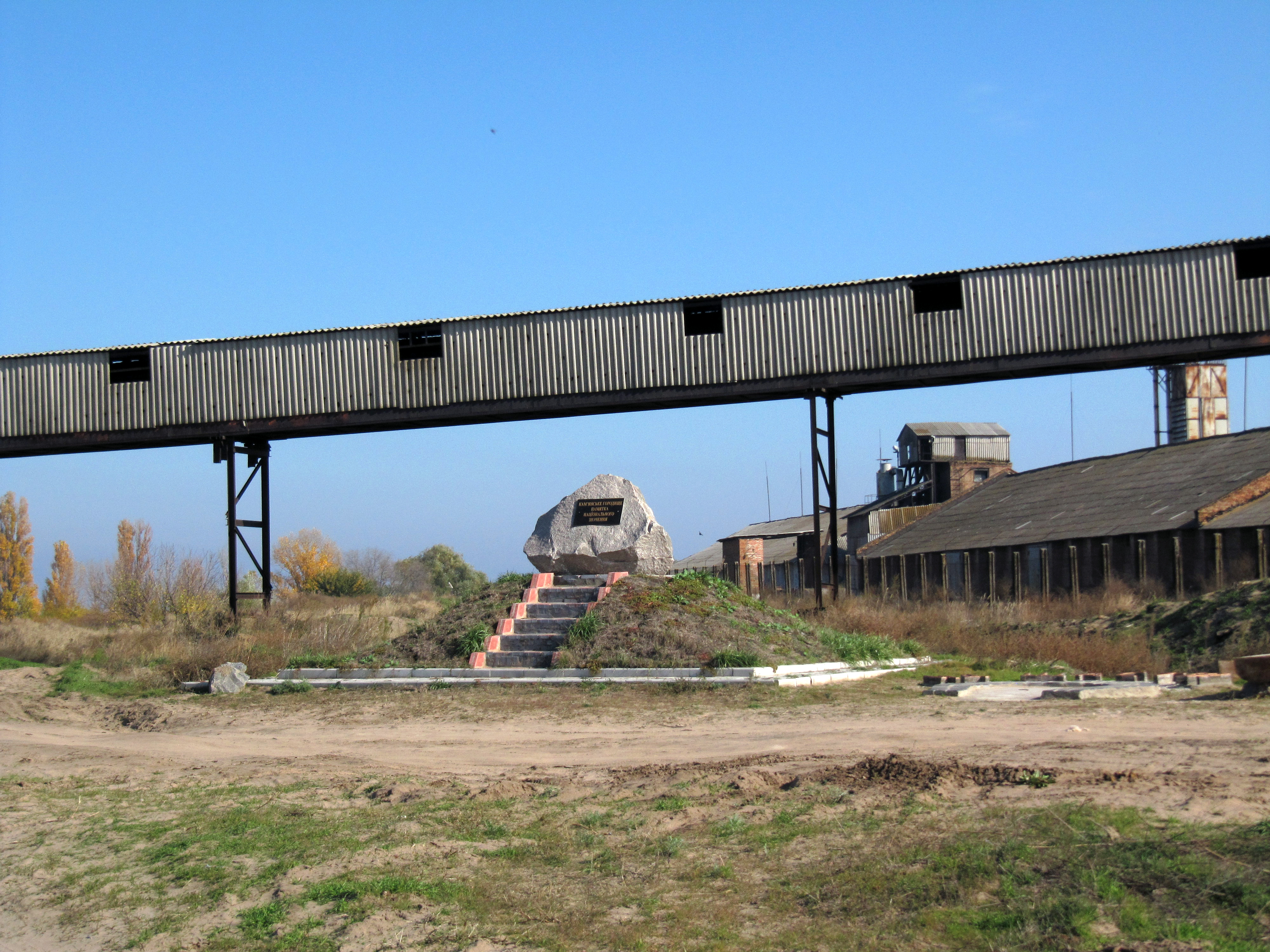
Вигляд на залишки городища

Кам'янське городище — залишки городища скіфського часу, ймовірно Метрополя (столиці Скіфії) в степовій зоні Північного Причорномор'я. Розташоване на лівому березі річки Дніпро, в районі міста Кам'янка-Дніпровська.

## Метрополь
Ймовірно саме на цьому місці була розташована столиця Скіфії — Метрополь, центр держави царя Атея.

## Археологія
Більша частина затоплена водами Каховського водосховища. Досліджуване вже майже сто років.
Виникло на дюнному мисі між плавневими масивами на межі 5-4 ст. до Н. Е. Мало площу 12 км², яку відокремлював від степу земляний вал висотою 2 м.
Культурний шар залягає лінзами.
Тут знайдено: столовий посуд — чорнолаковий, розписний, сіроглиняний; вироби з бронзи, заліза, кістки та рогу; монети Боспорського царства, Істрії (колишнє місто на західному узбережжі Чорного моря, на території сучасної Румунії), Ольвії; фрагменти амфор, скляних речей; прикраси із бронзи, каменю, золота.
Виявлено залишки садиб з каркасними, напівземлянковими та наземними житловими спорудами, господарськими ямами, бронзоливарні майстерні та майстерні з обробки кістки та рогу, кузні. Деякими дослідниками поселення вважається одним з ключових виробничих центрів Скіфії. В тому числі на його території виявлено центр металообробки, стан якого свідчить про високотехнологічний рівень ковальського ремесла. 
Крім ремесла та домашнього виробництва, мешканці поселення займалися землеробством та скотарством.
На думку науковців, виникнення цього поселення на місці зимовищ кочових скіфів пов'язане з процесом переходу тогочасних мешканців тамтешніх земель до осілості. Пізніше це городище відігравало роль економічного центру степового Надчорномор'я, де концентрувалися торгові зв'язки Степової Скіфії з її сусідами, в першу чергу — з грецькими містами Північного Причорномор'я.
Проіснувало до кінця 4 ст. до Н. Е..
Городище було розкопано в 1900 році Д. Я. Сердюковим — місцевим вчителем, а в 30-х і 40-х роках XX століття Б. М. Граковим.